# Shock Wave
Pour les montagnes russes, voir Shock Wave (Six Flags Over Texas).
Série
Shock Wave 2
(2020)
Pour plus de détails, voir Fiche technique et Distribution.
Shock Wave (拆弹专家, Chāi Dàn Zhuān Jiā) est un thriller chino-hongkongais coécrit, coproduit et réalisé par Herman Yau, sorti en 2017.
Après le succès du film, une suite intitulée Shock Wave 2 est sortie en 2020.

## Synopsis
Cheung Choi-san, spécialiste des explosifs, fait face à Blast, un criminel poseur de bombes.

## Fiche technique
Sauf indication contraire, les informations mentionnées dans cette section peuvent être confirmées par la base de données cinématographiques IMDb,  présente dans la section « Liens externes ».
- Titre original : 拆弹专家, Chāi Dàn Zhuān Jiā
- Titre international et français : Shock Wave
- Réalisation : Herman Yau
- Scénario : Erica Lee et Herman Yau
- Photographie : Chan Kwong-hung
- Montage : Wai Chiu Chung
- Musique : Jan Hung Mak
- Production : Andy Lau, Alvin Lam, Chan Pui-wah, Esther Koo et Alice Chan
- Sociétés de production : Universe Entertainment, Infinitus Entertainment et Bona Film Group
- Société de distribution : Universe Films Distribution
- Pays d'origine :  Hong Kong ;  Chine
- Langue originale : Cantonais
- Format : couleur - 35 mm - 2,35:1 - son Dolby Digital
- Genre : thriller d'action
- Durée : 119 minutes
- Dates de sortie :
  - Hong Kong : 20 avril 2017
  - Chine : 28 avril 2017

## Distribution
- Andy Lau : Cheung Choi-san
- Jiang Wu : Hung Kai-pang / Blast
- Jia Song : Carmen Li
- Philip Keung : Kong Y.W.
- Ron Ng : Ben
- Leo Wang : Biao Hong
- Felix Wong : officier Chow
- Sau Sek : Wan H.F.
- Liu Kai-chi : Yim Kwok Wing
Version française
  - Studio de doublage : Silverway Media 
  - Direction artistique : ?
  - Adaptation : Aissam Boualam